# Снежная королева (мультфильм, 2012)
«Снежная королева» — российский компьютерный 3D-мультфильм, являющийся дебютным полнометражным проектом воронежской студии «Wizart Animation», снятый по мотивам одноимённой сказки Ханса Кристиана Андерсена. Вышел в российский кинопрокат 31 декабря 2012 года. При бюджете в 7 миллионов долларов фильм собрал кассу в  13 567 781 $
В стремлении сотворить Новый мир — холодный и практичный, где четкость линий призвана заменить чувства, а северный ветер должен остудить людские души, Снежная Королева избавляется от всех представителей творческих профессий. Маленькой и смелой Герде, дочери зеркальщика, отправляющейся в опасное путешествие, чтобы спасти своего брата Кая, предстоит столкнуться с этим холодным миром Снежной королевы. Преодолевая все сложности и преграды на пути к своей цели, Герда обретает не только семью, но и веру в себя, находит поддержку новых друзей.
«Снежная королева» стала одним из самых ожидаемых проектов российской киноиндустрии в 2012 году. Вдохновенная оценка «Снежной королевы» на международных кинорынках подготовила почву для международного проката. В российский прокат фильм вышел 31 декабря 2012 года. В США он был выпущен 11 октября 2013 года. Получив в целом положительные отзывы критиков, обзор Международного фестиваля анимационных фильмов в Анси отметил, что амбициозность фильма напоминает золотой век российской анимации. Фильм также добился значительного коммерческого успеха, заработав 233 миллиона рублей внутри страны, а общие кассовые сборы составили 13,6 миллиона долларов, что почти вдвое превышает его бюджет в 7 миллионов долларов. Фильм стал вехой в истории российской анимации, получив высокие оценки Московского кинофестиваля и Зеленоградского международного молодежного кинофестиваля.

## Сюжет
Давным-давно, появившись далеко на севере, Снежная королева покрыла мир льдом. На её пути стоит только мастер Вегард, чьи зеркала отражают не только внешность, но и души. Однажды полярный ветер уносит Вегарда и его жену Уну, но они прячут своих детей Герду и Кая. Годы спустя раболепный тролль Снежной королевы Орм (который может превращаться в чёрную ласку) находит Кая, которого считают преемником Вегарда, в приюте для детей приюта Святого Петра. В детском доме Герда шьёт варежки. После ссоры между братом, сестрой и Ормом Кай похищен Северным Ветром, заклинанием полярного холода, которое может вызвать только Снежная Королева. Полярный вихрь доставляет Кая во дворец Снежной королевы. Герда отправляется в путешествие вместе с Ормом и своей любимой белой лаской Лютой по ледяным землям, чтобы спасти своего брата.
Сначала они входят в садовый купол, которым управляет пожилая леди, которая кажется милой, но её истинные намерения — накачать Герду лекарствами и поработить её, чтобы она выращивала и продавала цветы. Орм и Люта пронюхали об этом плане и сорвали его. Леди посылает свое плотоядное растение, Плющ, но троица убегает. Тем временем в ледяной дворец прибывает Кай, и Снежная королева ведёт его в свой тронный зал. Зеркало королевы, осмотрев Кая, показывает, что у мастера Вегарда есть два наследника. Кай пытается скрыть правду, но Снежная королева читает её в его сердце и видит картину Кая с Гердой.
Герда благодарит Орма за спасение её жизни, и они начинают теплеть друг к другу. Затем все трое натыкаются на пещеры Иманы, место рождения троллей. Орм рассказывает о том, как эпоха мира троллей была запятнана Снежной Королевой и заставила их кланы сражаться друг с другом, пока не выжил только трусливый Орм, а души троллей остались в ловушке в озере Гао. Пока Герда и Люта осматриваются, Снежная королева связывается с Ормом и приказывает привести Герду к ней. Орм помогает Герде и Люте пересечь злое озеро Гао, и Герда, к большому удивлению Орма, избегает его проклятия.
За пределами пещеры троица сталкивается с королём на королевской охоте. Король пытается охотиться на Орма (в форме ласки) и Люту, но натыкается на дерево. Троицу сопровождают в королевский замок. У короля была проблема, в которой его дети буквально наполовину разделили его собственность после того, как Снежная королева разделила замок пополам, а сама королева была потеряна. Король берет Герду в плен, пока она не проявит сострадания к своему брату. Король и его дети ссорятся и устраивают пожар, но Герда спасает их. В награду троице дарят сани для их путешествия.
Троица захвачена пиратами и доставлена на их корабль, но Герде удается убедить их позволить им продолжить поиски, и дочь капитана даёт им северного оленя для путешествия. Тем временем в ледяном дворце Снежной королевы Кай заморожен Снежной королевой. Герда встречает в палатке Лапландку, которая рассказывает о происхождении Снежной королевы. Будучи девочкой, Ирма, обладавшая даром магии, подверглась остракизму и отправилась в пещеры Иманы, где её злое желание людям, дарованное озером Гао, превратило её в Снежную королеву. Лапландка дарит троице снежную лодку и отправляет их к Снежной королеве. Дворец Снежной королевы находится на Шпицбергене.
Орм пытается защитить Герду и заставить ее передумать, но Герда твёрдо намерена спасти своего брата. В Царстве Вечного Мороза Герда находит своего брата замёрзшим. Затем появляется Снежная королева. Орм отказывается от своей награды, чтобы быть свободным, и умоляет королеву пощадить Герду. Поскольку королева не желает прислушиваться к голосу разума, Орм перестаёт ей служить. Королева призывает ледяных троллей и великанов, но Орм превращается в белого медведя, чтобы победить монстров и позволить Герде добраться до тронного зала. И Орм, и Люта загнаны в угол Северным ветром.
Герда находит зеркало королевы и проходит через него, входя в зеркальное царство. Снежная королева пытается заморозить её сердце, но, ведомая духами своей семьи, Герда вновь обретает надежду и мстит волшебному зеркалу. Проклятие Снежной королевы наконец-то снято, Ирма снова преображается, а Герда изгоняет злое проклятие. Ирма оживляет Кая, Орм снова превращается в тролля, Люта будит его, и вечная зима наконец-то закончилась. С этими словами Герда, Кай, Орм, Ирма и Люта отправились домой, а Герда и Орм наконец-то принимают друг друга и начали жить счастливо.

## Роли озвучивали
| Персонаж         | Актёр             | Характеристика |
| ---------------- | ----------------- | --- |
| Герда            | Нюша              | Главная героиня мультфильма. Она храбрая, добрая и честная девушка с сильной волей. Выросшая в детском доме, она всегда готова пуститься в любое приключение и обладает теплым и восприимчивым сердцем. |
| Орм              | Иван Охлобыстин   | Орм — самый обычный тролль. Несмотря на то, что Орм не соответствует стандартам «троллей», его сильные стороны не являются физическими. Его истинные достоинства заключаются в хитрости и смекалке.     |
| Снежная Королева | Галина Тюнина     | Правитель ледяного дворца в Лапландии. Обладает силой вызывать полярные ветра, которые превращают земли в зимнюю страну.                                                                                |
| Кай              | Рамиля Искандер   | Брат Герды. Мечтатель, художник и поэт. Единственный, у кого остались ремёсленные знания о зеркале души мастера Вегарда.                                                                                |
| Дочь атаманши    | Лиза Арзамасова   | Настоящий пират. Сильная, властная и решительная, но у неё доброе сердце и острое чувство справедливости.                                                                                               |
| Воспитатель      | Дмитрий Нагиев    | |
| Цветочница       | Людмила Артемьева | |
| Король           | Юрий Стоянов      | |
| Атаманша         | Анна Ардова       | |
| Лавочница        | Ольга Шорохова    | |
| Лапландка        | Ольга Шорохова    | |
| Мастер Вегард    | Михаил Тихонов    | Отец Кая и Герды, мастер по изготовлению зеркал, который может создавать зеркала, отражающие души. |
| Принц            | Михаил Тихонов    | |
| Слуга            | Михаил Тихонов    | |
| Уна              | Ольга Зубкова     | |
| Принцесса        | Ольга Зубкова     | |
| Зеркало          | Ольга Зубкова     | |
| Озеро Гао        | Ольга Зубкова     | |
| Лута             | Елена Шульман     | |

## Концепция
Сборник сказок датского автора Ганса Андерсена, составленный впервые в сказках, рассказанных для детей. Первая Коллекция. Первая брошюра (1838) оказала огромное влияние на русскую культуру, охватывающую более двух столетий. В России уже была своя Снегурочка или Снегурочка, похожая на персонаж Снежной королевы из сказки Андерсена. Снегурочка изображена как помощник Деда Мороза, легендарного дарителя праздничных подарков. Сегодня сюжеты Андерсена передаются в новые медиа, такие как анимация, фильмы в реальном времени, компьютерные игры и цифровые пространства.
Критики, такие как InterMedia, сочли сказки Андерсена подходящими для культурного ландшафта России из-за его «архетипической близости сказки Андерсена к русскому менталитету». Одноименный персонаж Снежная королева был написан Андерсеном как правитель Лапландии, которая включает в себя северные регионы Скандинавии, Финляндию и Кольский полуостров в России.
Сказки впервые были переведены на русский язык писателями и поэтами Иннокентием Анненским, Мариной Цветаевой и Борисом Пастернаком. В 1894 году два петербургских издательства почти одновременно опубликовали собрание сочинений Андерсена в новых высококачественных переводах. Первым были Иллюстрированные сказки: Полное собрание в шести томах в переводе Б. Д. Порозовской (издательство Ф. Павленкова) и четырехтомное собрание сочинений в переводе А. и П. Хансена (типолитография С. М. Николаева). Произведения Ганса Христиана Андерсена позже повлияли на творчество русских авторов Достоевского и Толстого. На рубеже двадцатого века интерес к скандинавской литературе со стороны Швеции, Норвегии и особенно Дании стал частью культурного взаимодействия России.
В эпоху Советского Союза переведенная версия Анны и Питера Хансен была самой популярной, хотя и отредактированной и доработанной в соответствии с рекомендациями комиссара, которые дали новую интерпретацию Снежной Королеве. Период после революции и в Советском Союзе считается моментом, когда Андерсен стал частью российского культурного пространства. Андерсен стал «нашим иностранным автором», поскольку сказки оказали влияние на вдохновение драматурга Евгения Шварца поставить детскую пьесу «Снежная королева» в 1938 году. Премьера спектакля состоялась в театрах Словакии в 1989 году. Также был выпущен российский фильм «Снежная королева» 1967 года с живым действием и мюзикл московской студии «Экран» 1986 года «Тайна снежной королевы».
Сюжет в целом соответствует сказке Андерсена, но есть и отличия. Как рассказал Максим Свешников, «это будет история с узнаваемыми персонажами, но рассказанная современным киноязыком». В мультфильме появились герои, которых не было в оригинале. Также, по заявлению режиссёра, были переосмыслены образы Герды и Снежной Королевы. Для озвучивания ролей задействованы Иван Охлобыстин, Юрий Стоянов, Людмила Артемьева. Герду озвучила певица Нюша. Тролль Орм идеально подходил под голос Охлобыстина, которого пригласили в студию озвучки без каких-либо предварительных окончательных выводов.

## Производство
Концепция фильма-сказки Ханса Андерсена возникла ещё в 2007 году, когда была основана компания Wizart Animation. До 2012 года материнской компанией студии был «Лайфильм», основная производственная площадка студии находилась в Воронеже, а некоторые подразделения, в Москве. Однако новости об одноименной продукции Диснея первоначально заставили студию уделять приоритетное внимание другим проектам, размещающим фильм на полках магазинов.
В 2010 году возобновилось производство «Снежной королевы», которое продолжалось более трёх лет. Они планировали выпустить фильм в Новом году на рубеже 2012—2013 годов. Студия приступила к производству, отметив, что они сократили время производства при одновременном увеличении персонала и технологического процесса.
Студия была удостоена чести снова работать с исходным материалом фильма Льва Атманова 1957 года и сказки Андерсена.
Мультфильм был создан воронежской студией Wizart Animation (сопродюсер InlayFilm). Сценарий к мультфильму написали Владлен Барбэ и Вадим Свешников. Режиссёрами выступили: Максим Свешников, получивший известность как сценарист мультфильмов «Алёша Попович и Тугарин Змей», «Добрыня Никитич и Змей Горыныч», «Илья Муромец и Соловей-Разбойник», «Белка и Стрелка. Звёздные собаки», и Владлен Барбэ. В работе над мультфильмом принимали участие около 100 человек.
Мультфильм «Снежная королева» вышел в прокат на год раньше аналогичного проекта студии The Walt Disney Company «Холодное сердце» (англ. «Frozen»).
Девизом фильма было: «Холод может заморозить твое сердце, любовь может освободить тебя». Концепция любви и сопереживания заключена в объекте мотива, зеркале мастера Вегарда. Требования персонажа Снежной Королевы разыскать Герду и детей Мастера через второстепенного персонажа тролля Орма, замаскированного под черного хорька, способствуют новым темам иллюзии и концепции друга или врага.
В эфире программы «Вечерний Ургант» латвийская группа Brainstorm исполнила песню «Гори, гори ясно», которая стала саундтреком к мультфильму.

## Награды
- 2013 — Во Всероссийском детском центре «Орлёнок» завершился XVII Фестиваль визуальных искусств — Диплом в номинации «Волшебная анимация» получил фильм «Снежная королева» режиссёров Владлена Барбэ и Максима Свешникова[16].

## Возможные отсылки к другим произведениям
- «Самогонщики»: Орм, катаясь на льдине, случайно врезается в ствол дерева, не замечая, как прошёл вдоль него. Борозды на снегу от его ног «обошли» дерево с двух сторон.
- «Властелин колец: Братство кольца»: Герда, зайдя в замок Снежной королевы, оказывается в зале с колоннами, по которым начинают спускаться замёрзшие тролли. Похожий момент есть во «Властелине колец», когда Братство Кольца заходит в зал подземного царства гномов Мории.
- «Сказка странствий»: В моменте представления Герды Маленькой Разбойнице последняя заявляет, что возьмет имя «Герда» себе, и возмущается, когда Герда вновь называет себя своим именем. Орм восклицает: «Да храни меня северный ветер, скажи ей, что тебя зовут Марта!» Мартой звали главную героиню фильма «Сказка странствий», а её прототипом была Герда из оригинальной сказки Андерсена.

## Восприятие
Фильм получил положительные отзывы в России и неоднозначные за границей. Дж. М. Уиллис отметил, что ему понравились персонажи «Снежной королевы»: «Анимации, сюжета и музыки достаточно, чтобы этот фильм стал самостоятельным». В обзоре The Village Voice говорится: «Русская анимационная адаптация Ганса. Сказка Кристиана Андерсена „Снежная королева“ оказывается и визуально грубой, и повествовательно запутанной».
Майк МакГранаган из The Aisle Seat прокомментировал, что «в Снежной королеве» нет ничего плохого по своей сути. Это достаточно приятный фильм с некоторыми красивыми визуальными эффектами. Тем не менее, проблема, с которой сталкивается фильм, заключается в том, что, хотя он неплох, он также просто не достаточно хорош. В частности, в обзоре возникла проблема со структурой сюжета, в которой говорилось, что «история несколько бессвязна. Однако эти моменты больше похожи на набор идей, чем на реальный сюжет. Они никогда не были существенно интегрированы в основную идею фильма, заключив, наконец, что „По сравнению с громкими американскими анимационными фильмами, Снежная королева — неудачник“.
В обзоре Роджера Эберта говорилось: „Сообщение запутывается из-за того, что сюжетные нити идут в разные стороны, хотя настоящий виновник — какая-то неуклюжая анимация“. невовлекающим. И единственный эффект, который работает, 360-градусный обзор, безжалостно используется чрезмерно. Сценарий запутанный и скучный». но, по крайней мере, Герда, главная героиня, милая, хотя и не очень уверенная в себе. Желание Герды спасти своего брата Кея — самый большой фактор искупления фильма".
Дженни Кермоуд из Eye for Film похвалила фильм за его пригодность для детей, отметив, что «эзотерические сценарии фильма могут не иметь особого смысла для взрослых, но они переданы с искренностью, которая понравится детям». Hollywood Reporter включил этот фильм в шорт-лист премии «Оскар» за лучший анимационный фильм.
В бразильском обзоре Алиссона Оливейры из Reuters отмечается, что фильм резко контрастирует с прошлыми адаптациями «Снежной королевы», заявляя: «В отличие от мультфильмов недавнего времени, „Ледяное королевство“ — это не комедия, а приключение в сказочном тоне». В немецком обзоре Kinderfilmwel говорится: «Если вы хотите увлекательного приключения и хотите создать приятное зимнее настроение с великолепными снежными пейзажами и большим количеством мокрого снега, это правильное место!»
Польский обозреватель «Культура Познань» Сильвии Климек был удивлен тем, как Wizart Animation адаптировала сказку Андерсена: «Оказывается, Андерсена — без ненормативной лексики — можно показывать в 3D». В рецензии фильм сравнивали с видеоигрой: «Это современный, трехмерный, гламурный фильм. С использованием последних достижений в технике и из сказок Андерсена, рисование только тех отрывков, которые позволяют сделать весь ресурс интересным. Это как хорошая компьютерная игра: динамичные объемные изображения, интересные графические решения, насыщенные цвета, выразительные персонажи». Реакция публики на польскую рецензию была положительной, так как сами дети ликуют после финала: «А после просмотра они громко хлопают. Сегодня создать анимацию, на которую дети будут так реагировать, довольно сложно».

Однако Никита Красноглазов из «Вестей сегодня» с рейтингом четыре звезды счел фильм не игрой, а поэтическим «синтезом жанров». Трехлетняя работа, представленная на этой выставке, основывалась на многих аспектах кинопроизводства, включая озвучку, поэтические стихи песни и спецэффекты анимации. «Снежная королева» получила 85 % положительных отзывов критиков, взрослых и детей в России. Мария Терещенко в рецензии на Кинотеатр прокомментировала: «Зимний мир, по которому путешествуют Герда и Тролль, совершенно завораживает своей компьютерной гламурной красотой (впрочем, маленькие островки лета тоже хороши, например, в волшебном саду), интерьеры радуют глаз, прекрасно придуман дворец королевы со странными ледяными гоблинами». по-другому. В Снежной королеве Герда, безусловно, способна постоять за себя, но ее характер другой. Ее сила основана на физической силе, на ее уме и на ее решимости. Ее сердце не так невинно, и она кажется старше и опытнее в своих поисках". В обзоре Анси фильм получил четыре звезды. В рецензии, а также в рецензии из Испании отмечается, что постановка напоминает о золотом веке российской анимации:
«Визуально, несмотря на фактуру персонажей, она не очень удачна и 3D не всегда доведена до конца. Набор все равно очень красивый для российского производства. Тем не менее, следует приветствовать амбиции страны с небольшим количеством анимационных фильмов, несмотря на время славы в 50-х и 60-х годах».

## Продолжение
Фильм можно было увидеть более чем в 75 странах в его окончательном глобальном прокате. «Комсомольская правда» включила фильм в семерку самых популярных праздничных мультфильмов. Благоприятные результаты фильма можно объяснить его низкой стоимостью обслуживания, а также энтузиазмом создателей и аниматоров фильма. В 2019 году наследие «Снежной королевы» продолжилось: Воронеж, родной город анимационной студии, украсит открытые площадки ключевыми арт-объектами из фильма. Ключевым арт-объектом станет «Кай и Герда», предложенный для новой площади «Энергия».
Концепция театрального продолжения под названием «Снежная королева 2: Перезаморозка» должна была выйти в 2014 году. Сиквел рассказывает о том, как Кай и Герда помогают троллю Орму спасти свой народ от Снежного короля. В озвучке «Снежной королевы 2» участвовали Шон Бин в роли генерала Аррога, Шарлто Копли в роли тролля Орма, Белла Торн в роли Герды и Изабель Фурман в роли Альфиды. В прокате он собрал 15,5 миллионов долларов.
Третья часть под названием «Снежная королева 3: Огонь и лед» была выпущена 29 декабря 2016 года. Фильм имел успех у критиков и коммерческий успех. Этот фильм стал рекордом для российских анимационных проектов за рубежом и с тех пор лег в основу четвертой части под названием «Снежная королева: Зазеркалье», выпущенной 1 января 2019 года в России. Фильм был отмечен признанием на кинофестивалях, а также международным сотрудничеством. На сегодняшний день мультсериал «Снежная Королева» успел выйти в прокат более чем в 150 странах мира и переведен на 30 языков.
Последний, на данный момент, сиквел, «Снежная королева: Разморозка», вышел 16 февраля 2023 года и получил смешано-негативный приём критиков, критиковавшие сюжет и диалоги.